# Ажер (Монтана)
Ажер (енгл. Azure) насељено је место без административног статуса у америчкој савезној држави Монтана.

## Демографија
По попису из 2010. године број становника је 286, што је 33 (13,0%) становника више него 2000. године.
| Група             | 2000.    | 2010.    |
| Белци             | 7 (2,8%) | 7 (2,4%) |
| Афроамериканци    | 0 (0,0%) | 0 (0,0%) |
| Азијати           | 0 (0,0%) | 0 (0,0%) |
| Хиспаноамериканци | 1 (0,4%) | 7 (2,4%) |
| Укупно            | 253      | 286      |